# 光山金氏
光山金氏（クァンサンギムし、朝鮮語: 광산 김씨）は、朝鮮の氏族の一つ。本貫は光州広域市光山区で、全羅南道潭陽郡大田面を起源とする。2015年の調査によると、人口数は926,316人である。

## 始祖
始祖である金興光は、統一新羅末期に国が乱れて将来国難が起こると考え、武珍州秋成郡西一洞（現: 全羅南道潭陽郡大田面平章里）に隠居したとされる。金吉が高麗の国功臣になって三重大匡となった際には、彼の祖父である金興光は彼を光山府院君に封じたという。以降、金興光の爵号であり世居地である光州の光山を本貫とし、現在まで至っている。金興光の子孫から正二品の階級の官職である平章事が8人も輩出されると、人々は当時の武珍州秋成郡西一洞を「平章洞」と呼び、現在も全羅南道潭陽郡大田面平章里として残っている。
金興光は『東国萬姓譜』と『朝鮮氏族統譜』には新羅49代憲康王の王子として記録されている。しかし、『光山金氏丁酉大同譜』、『新羅金氏璿源譜』、『鶏林大譜』、『慶州金氏譜』などは、新羅45代神武王の三男として記録している。

## 分派
光山金氏は大きく、「文正公派」、「文粛公派」、「良間公派」、「郎将公派」、「司醞直長公派」の五派に分類されている。最も人数が多いのはヤンガン公派であり、全ての光山金氏の70％を占め、その中から多くの聡明で優秀な人物が輩出された。
- 文正公派 - 15世 文正公　金台鉉
- 文粛公派 - 14世 文粛公　金周鼎
- 良間公派 - 14世 良間公　金璉
- 郎将公派 - 14世 郎将公　金珪
- 司醞直長公派 - 17世 司醞直長公　金英

## 歴史

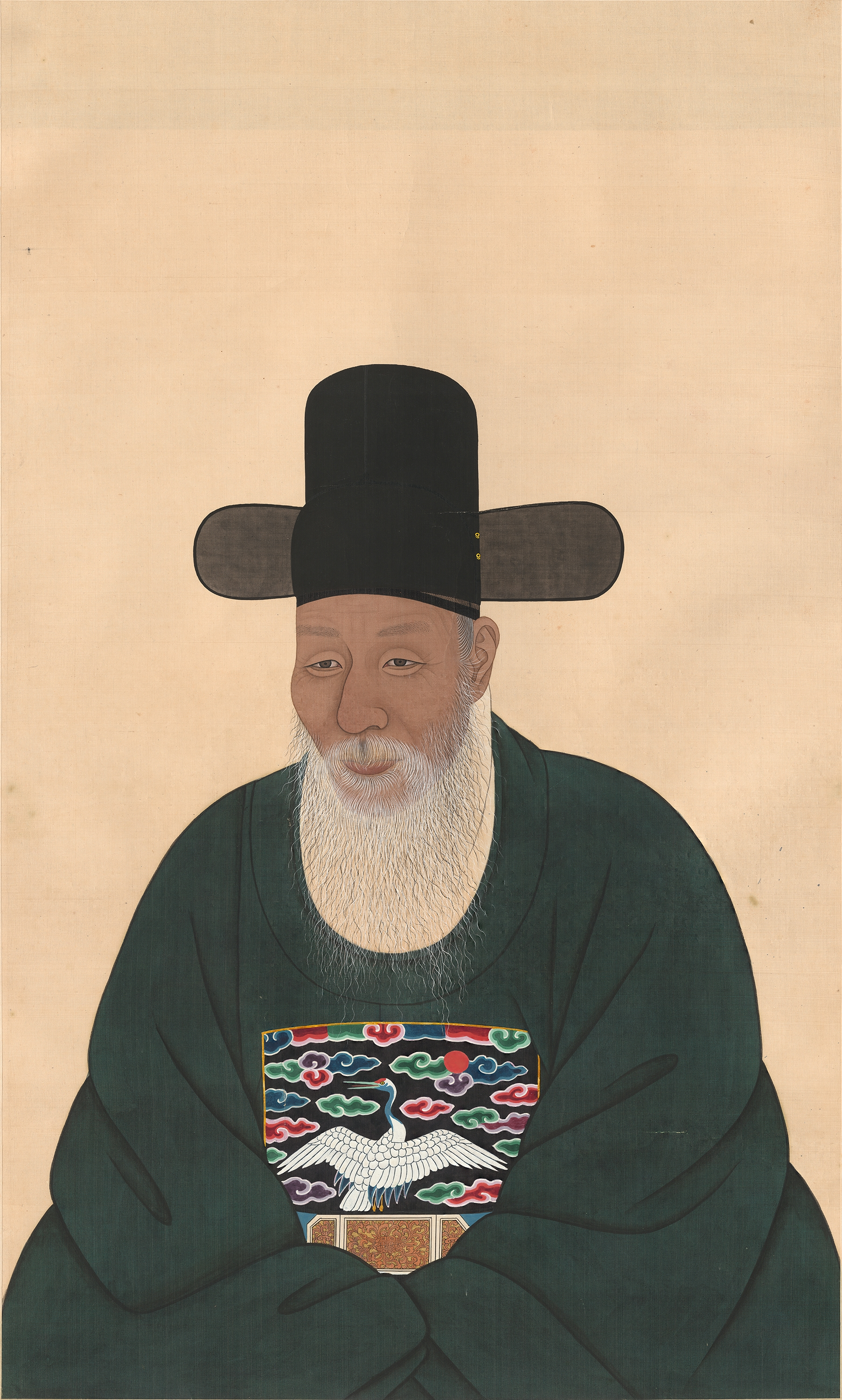
金長生

良間公派で大司諫（司諫院の官職）である金克忸の玄孫の金長生は文廟に奉職し、その息子金集は、文廟に加え宗廟にも配属された。また、文科（文官を選抜する科挙）の合格者263名（そのうち殿試の首席合格者12名）、政丞（昔の大臣の呼び名）5名、大堤学（官職の名）7人、清白吏（清廉潔白と評される役人）4名、王妃1名を輩出した。とくに大提学は金長生の子孫から輩出された。金長生のひ孫である金萬基と金萬重の兄弟は大提学を、その息子金鎮圭も礼曹判書と大提学を、さらにその息子金陽澤も大提学と領議政を務めた。

## 人口分布と集姓村
人口数、割合はいずれも2015年統計。特に全羅南道、光州広域市と全羅北道の南部一帯の総人口に占める割合が高く、全国で総人口に占める比例が最も高い地域は全羅南道長城郡（2,663人、総人口の7.07%）である。集姓村のある地域は以下の通りである。
- 光州広域市北区（22,835人、総人口の5.34%）
  - 忠孝洞
- 江原特別自治道鉄原郡（646人、総人口の1.52%）
  - 西面清陽里
- 京畿道安城市（3,231人、総人口の1.88%）
  - 三竹面徳山里
  - 大徳面湺東里
- 京畿道城南市寿井区（4,583人、総人口の2.29%）
  - 金光洞
- 京畿道楊平郡（1,918人、総人口の2.05%）
  - 玉泉面新福里
  - 江上面花暘里
- 京畿道華城市（11,011人、総人口の2.07%）
  - 郷南面上斗里
- 京畿道楊州市（3,742人、総人口の2.03%）
  - 州内面麻田里
- 全羅南道宝城郡（1,934人、総人口の5.21%）
  - 筏橋邑尺嶺里
  - 兼白面龍山里
- 全羅南道霊岩郡（2,424人、総人口の4.64%）
  - 始終面新燕里
  - 徳津面江亭里
  - 郡西面亭里
  - 都浦面浣花里
  - 始終面芳頭里
  - 三湖面蘭田里
  - 徳津面南星村
  - 西湖面会賢里
  - 西湖面西湖里
  - 始終面錦城里
  - 霊岩郡農徳里
  - 西湖面太白里
  - 郡西面茅亭里
- 全羅南道羅州市（4,428人、総人口の5.16%）
  - 旺谷面玉谷里
- 全羅北道高敞郡（3,248人、総人口の6.41%）
  - 上下面
  - 高敞邑内洞里
  - 茂長面茂長里
- 全羅北道南原市（1,503人、総人口の2.04%）
  - 雲峰面三徳里
- 慶尚南道巨済市（3,316人、総人口の1.45%）
  - 屯徳面柿木里
  - 東部面加背里
- 慶尚南道密陽市（859人、総人口の0.91%）
  - 上南面洗川里
- 慶尚北道安東市（2,294人、総人口の1.43%）
  - 豊川面申城里
  - 礼安面東川里
- 忠清南道論山市（4,359人、総人口の3.87%）
  - 連山面林里
  - 夫赤面新豊里
- 済州道西帰浦市（6,295人、総人口の4.83%、元南済州郡）
  - 城山邑蘭山里
- 黄海道鳳山郡
  - 西鍾面大閑里[5]

## 行列字
| ○世孫  | 30       | 31        | 32        | 33        | 34       | 35        | 36        | 37       | 38        | 39       | 40        | 41       | 42        | 43       | 44        |
| ------ | -------- | --------- | --------- | --------- | -------- | --------- | --------- | -------- | --------- | -------- | --------- | -------- | --------- | -------- | --------- |
| 行列字 | 만（萬） | 진（鎭）  | ○택（澤） | 상（相）  | 기（箕） | 재（在）  | ○현（鉉） | 영（永） | ○수（洙） | 용（容） | ○중（中） | 선（善） | ○순（淳） | 동（東） | ○환（煥） |
| ○世孫  | 45       | 46        | 47        | 48        | 49       | 50        | 51        | 52       | 53        | 54       | 55        | 56       | 57        | 58       | 59        |
| 行列字 | 규（奎） | ○용（鏞） | 해（海）  | ○식（植） | 형（炯） | ○곤（坤） | 수（銖）  | 홍（洪） | 종（種）  | 헌（憲） | 중（重）  | 흠（欽） | 태（泰）  | 걸（杰） | 병（炳）  |

## 朝鮮王室との姻戚関係
- 仁敬王后（粛宗の妃）
- 慶嬪金氏（憲宗の後宮）
- 李芳毅（李成圭の三男）婿　僉摠制　キム・ハン
- 譲寧大軍（太宗の長男）正妃隨城府夫人光山金氏（廃嬪）
- ヤンウォングン（成宗の庶子）婿　キム・ボクフィ
- 清衍公主（思悼世子の長女）駙馬　キム・ギソン
- 仁川翁主（正宗のソニョ）婿　キム・ギ
- 恵順翁主（中宗のソニョ）駙馬　キム・インギョン